# Fernando Tobio
Fernando Omar Tobio (Ramos Mejía, 18 ottobre 1989) è un calciatore argentino, difensore del Barracas Central.

## Palmarès

### Club

#### Competizioni nazionali
- Campionato argentino: 6

Vélez Sarsfield: 2009 (C), 2011 (C), 2012 (A), 2012-2013
Boca Juniors: 2015, 2016-2017
- Supercopa Argentina: 1

Vélez Sarsfield: 2013
- Copa Argentina: 1

Boca Juniors: 2014-2015